# Thulani Maseko
Thulani Rudolf Maseko (Manzini, Eswatini, 1 de març de 1970 - 21 de gener de 2023) va ser un advocat suazi defensor dels drets humans, activista polític i membre del Moviment Democràtic Popular Unit (Pudemo). Va estar empresonat del 2014 al 2015, i va ser declarat pres de consciència per Amnistia Internacional. Va llançar un desafiament judicial contra el rei Mswati III d'Eswatini el 2018. Va morir assassinat el 2023.